# 薊野站 (神奈川縣)
薊野站（日语：／ Azamino eki */?）是一個位於神奈川縣橫濱市青葉區薊野二丁目，屬於東急電鐵（東急）與橫濱市交通局（橫濱市營地下鐵）的鐵路車站。

## 歷史
- 1975年（昭和50年）12月 - 動工。
- 1977年（昭和52年）5月25日 - 東急車站啟用[2]。
- 1993年（平成5年）3月18日 - 橫濱市營地下鐵3號線（藍線）延伸至新橫濱站，本站成為轉乘站[2]。
- 2002年（平成14年）3月28日 - 成為東急田園都市線急行停靠站。
- 2006年（平成18年） - 西口圓環改良工程動工、完成。
  - 3月底 - 路口改良完成。
  - 7月底 - 一般車、計程車、巴士的各專用道完成。
  - 8月 - 車站東西通道的右轉道完成。
- 2008年（平成20年）7月底 - 西口站前廣場屋頂拓寬完成。
- 2012年（平成24年）5月底 - 無線網路服務docomo Wi-Fi（日语：docomo Wi-Fi）啟用。
- 2015年（平成27年）7月18日 - 橫濱市營地下鐵改點，成為新增的快速列車停靠站。

### 名稱由來
站名取自當地地名。原來此地屬綠區元石川町、大場町、美丘五丁目。1970年代後隨著多摩田園都市的開發，人口增加快速，需要成立新町。1976年（昭和51年），在地方的期望下，以薊花綻開的原野為景象，命名為「薊野」。1977年（昭和52年），田園都市線車站啟用，採用該地名作為站名。

## 構造

### 東急電鐵
本站是對向式月台2面2線的高架車站。閘口位於1樓，月台位於2樓。
江田站側有緊急用折返設備（橫渡線），主要在薊野至長津田間發生事故時使用。另外，以前曾有本站始發臨時列車，該列車會停放在江田站的待避線。
田園都市線急行開始運行時，本站為通過站，之後隨著橫濱市營地下鐵延伸本站，使用人數上升，在市民與橫濱市的強烈請求下，2002年3月28日改點起增停急行列車。
本站作為站長所在站，管理薊野管內本站 - 田奈區間。

#### 月台配置
| 月台 | 路線       | 方向 | 目的地                                               |
| ---- | ---------- | ---- | ---------------------------------------------------- |
| 1    | 田園都市線 | 下行 | 長津田、中央林間方向                                 |
| 2    | 田園都市線 | 上行 | 二子玉川、澀谷、 半藏門線 押上、 伊勢崎線 春日部方向 |

（來源：東急電鐵:車站構內圖 （页面存档备份，存于））

#### 站內設備
有人定期券售票處位於一樓，同時也銷售東急巴士定期券。
月台無候車室，上行月台有商店，下行月台有洋菓子店「123 Factory」。付費區內有東急Gourmet Front經營的蕎麥麵店「しぶそば」。
付費區外有薊野站內郵便局、橫濱市市民局薊野站行政服務櫃台。2004年11月20日再開設有ranKing ranQueen、咖啡廳、小菜店、TECOPLAZA、青葉區役所出張所等8店鋪的小型商業設施。
廁所在1樓付費區內與小型商業設施內。

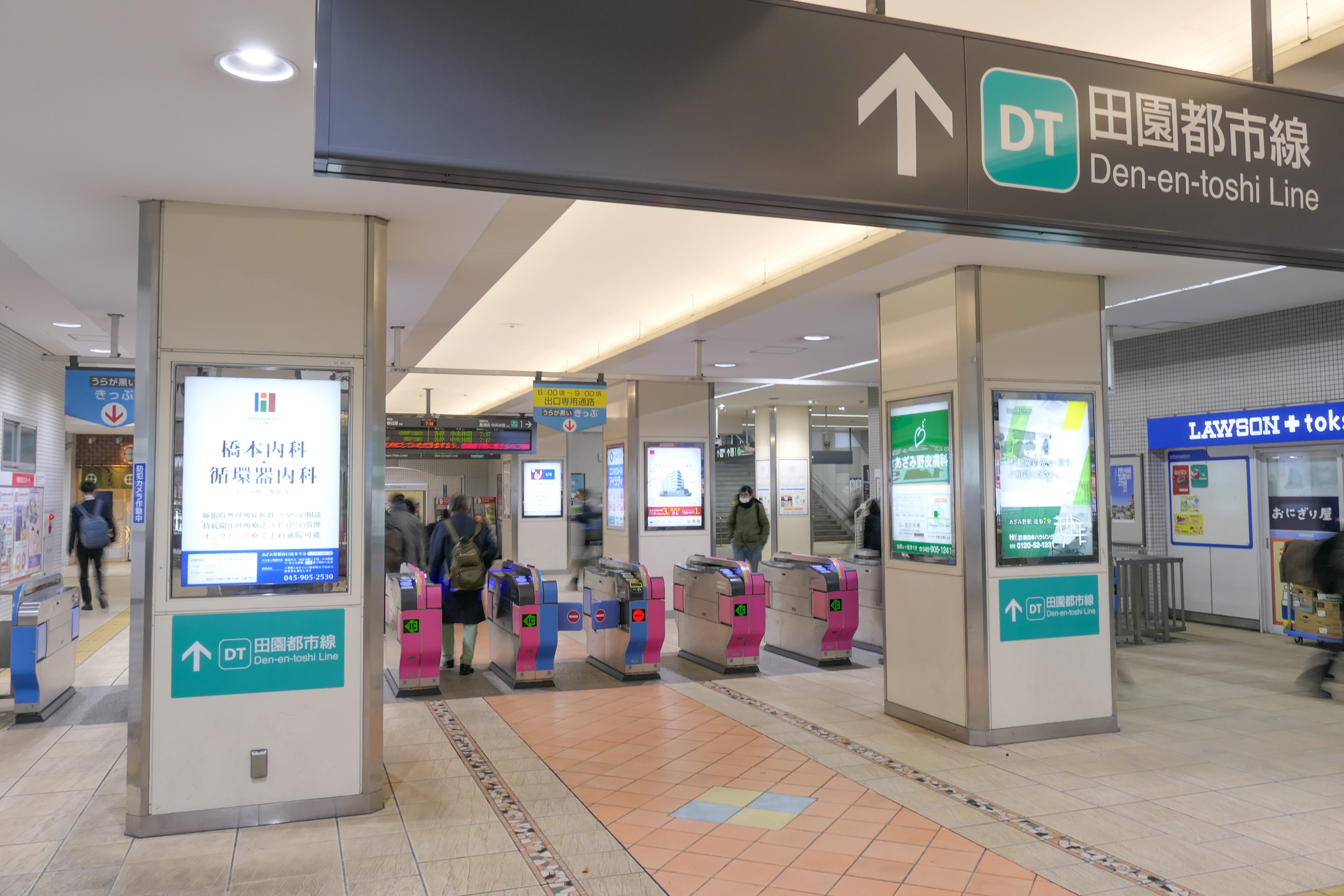
檢票口（2021年12月）
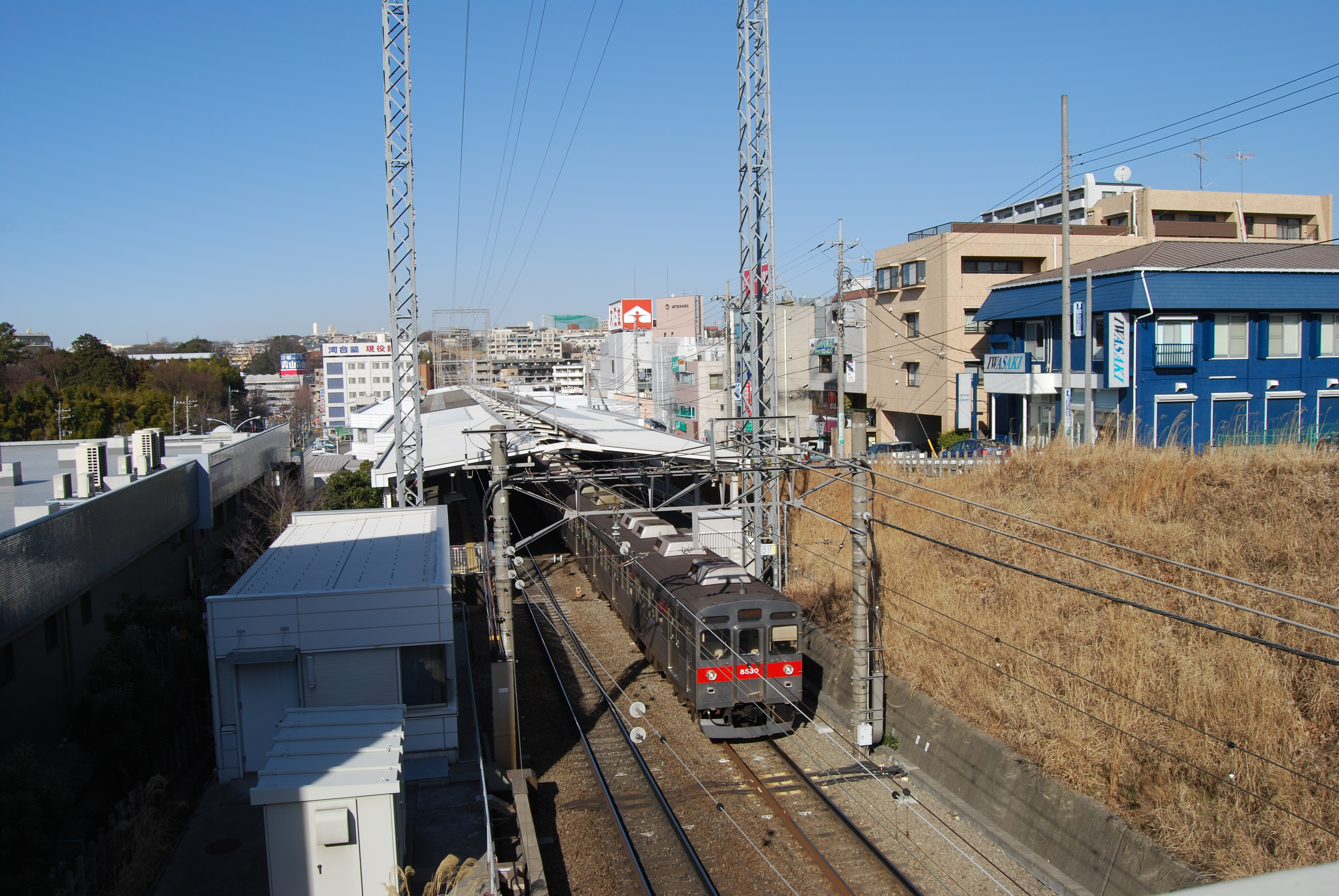
車站全景。中央林間方向為地塹，澀谷方向為高架（2009年2月）

### 橫濱市交通局
本站是島式月台1面2線的地下車站。閘口位於地下1樓，由於有北延計畫，因此月台設於較深的地下3樓。
2007年4月7日開始使用月台閘門。
本站作為站長所在站，管理薊野管區本站 - 仲町台區間。

#### 月台配置
| 月台 | 路線          | 目的地           |
| ---- | ------------- | ---------------- |
| 1、2 | 藍線（3號線） | 横濱、湘南台方向 |

#### 內部設備
巴士定期券售票處已在2008年4月19日結束營業。該地的地下鐵定期券也在2007年夏季停止販售。站內無候車室。廁所在地下1樓。
付費區外有超商、商店、上島珈琲店、嬰兒休息室（哺乳室）。

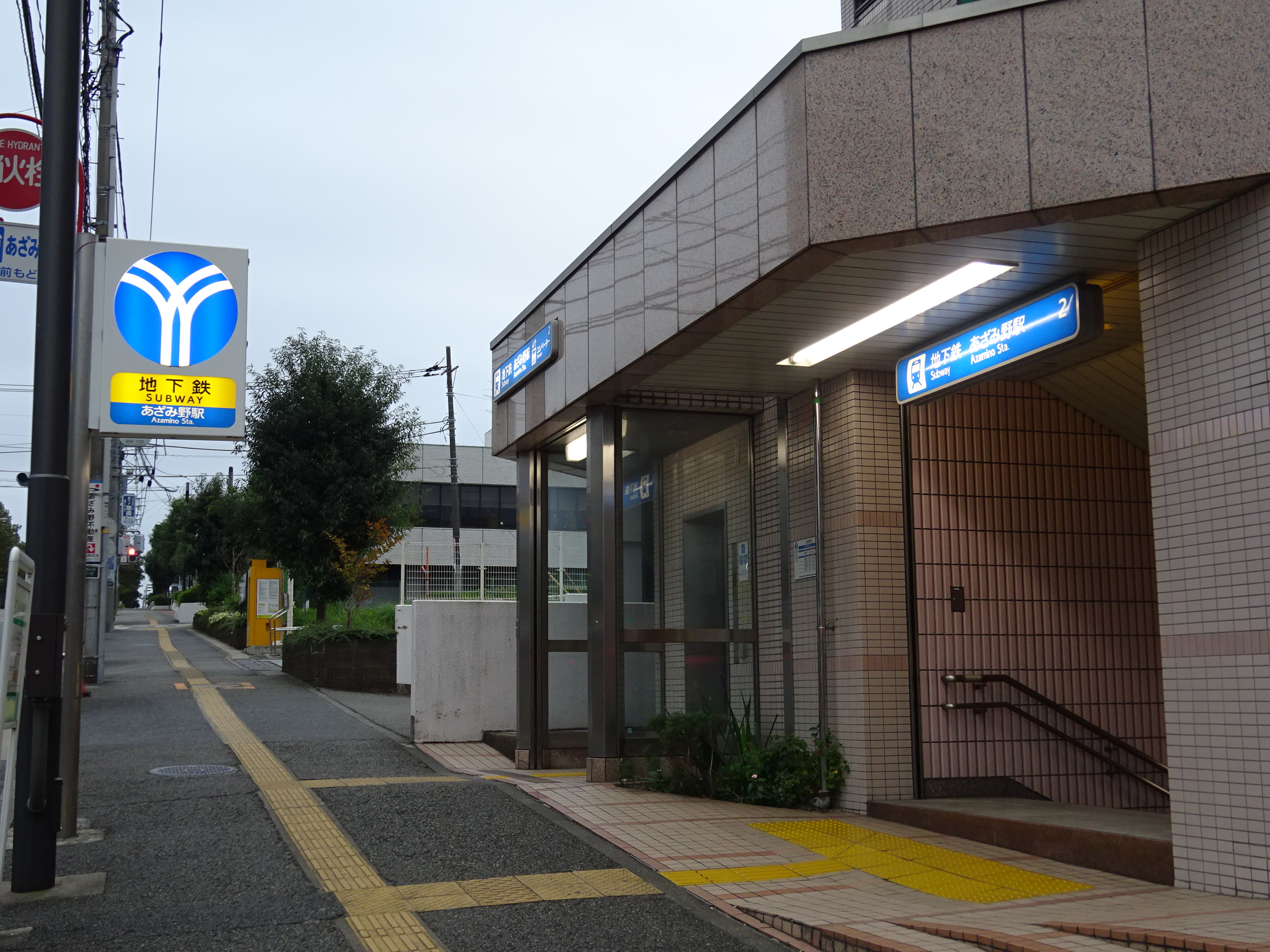
2號出入口（2016年10月22日）
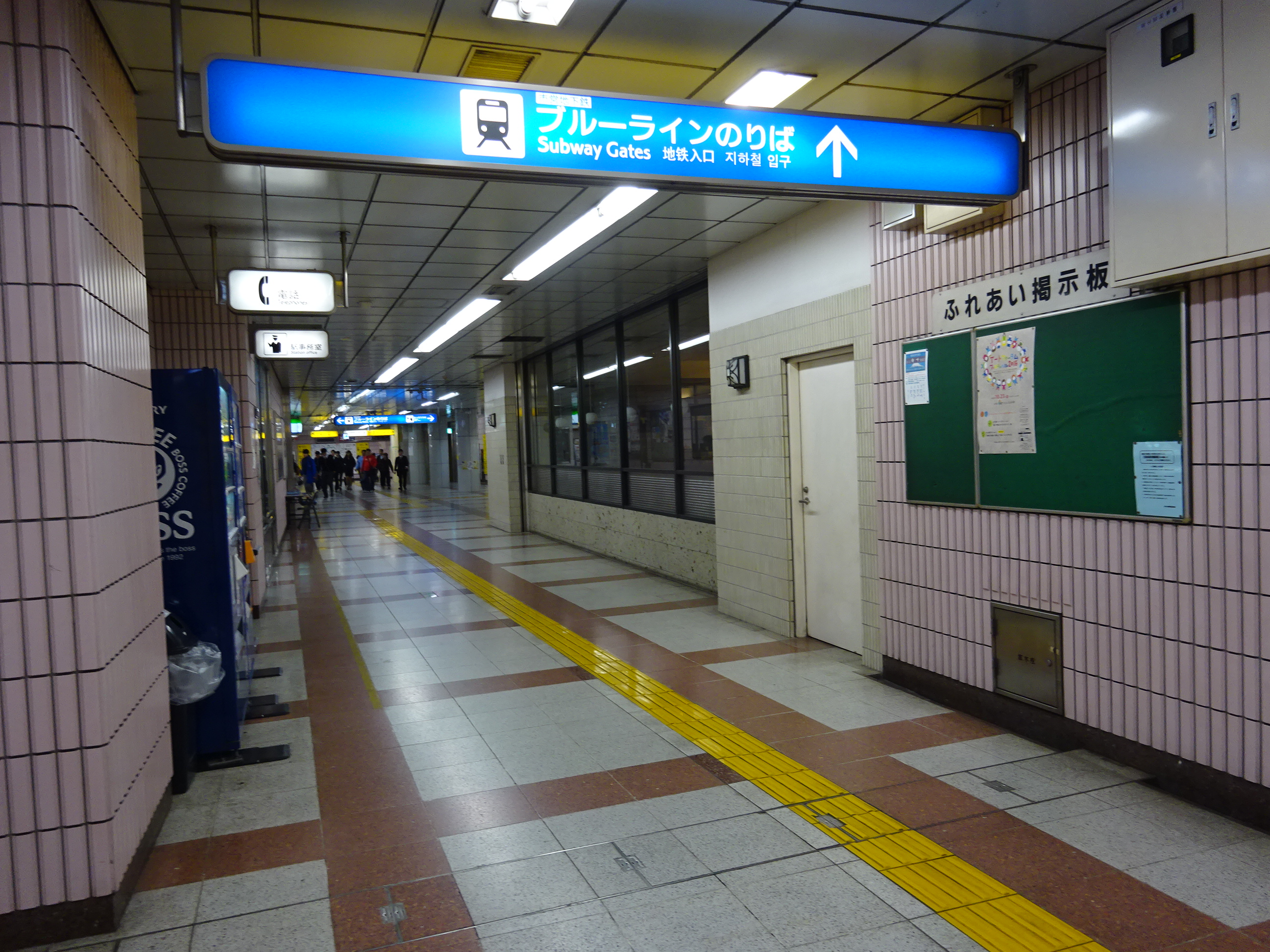
通道（2016年10月22日）
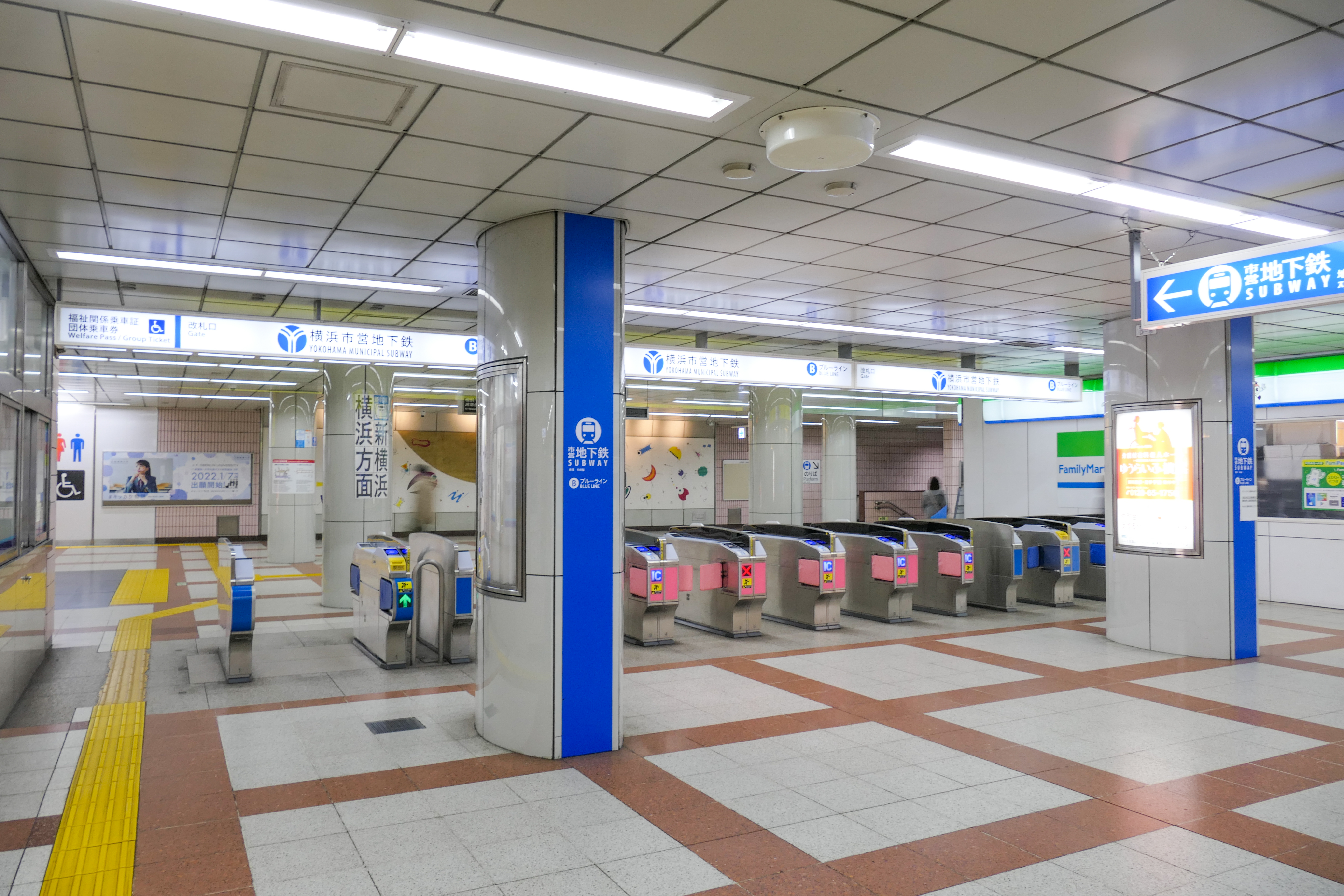
檢票口（2021年12月）

## 利用狀況
- 東急電鐵 - 2016年度一日平均上下車人次為135,448人[利用客数 1]。
- 橫濱市營地下鐵 - 2016年度一日平均上下車人次為80,749人[乗降データ 1]。
該局車站僅次於橫濱站、戶塚站排行第3位。

### 各年度1日平均上下車人次
近年1日平均上下車人次推移如下表。
| 年度               | 東京急行電鐵/東急電鐵 | 東京急行電鐵/東急電鐵 | 橫濱市營地下鐵     | 橫濱市營地下鐵 |
| 年度               | 1日平均 上下車人次    | 增長率                | 1日平均 上下車人次 | 增長率         |
| ------------------ | --------------------- | --------------------- | ------------------ | -------------- |
| 1999年（平成11年） |                       |                       | 66,859             |                |
| 2000年（平成12年） |                       |                       | 70,999             | 6.2%           |
| 2001年（平成13年） |                       |                       | 72,797             | 2.5%           |
| 2002年（平成14年） | 107,606               |                       | 74,219             | 2.0%           |
| 2003年（平成15年） | 114,137               | 6.1%                  | 76,254             | 2.7%           |
| 2004年（平成16年） | 119,584               | 4.8%                  | 78,860             | 3.4%           |
| 2005年（平成17年） | 125,464               | 4.9%                  | 81,992             | 4.0%           |
| 2006年（平成18年） | 131,186               | 4.6%                  | 85,147             | 3.8%           |
| 2007年（平成19年） | 137,021               | 4.4%                  | 91,621             | 7.6%           |
| 2008年（平成20年） | 130,785               | -4.6%                 | 78,746             | -14.1%         |
| 2009年（平成21年） | 129,691               | -0.8%                 | 77,384             | -1.7%          |
| 2010年（平成22年） | 129,393               | -0.2%                 | 77,158             | -0.3%          |
| 2011年（平成23年） | 128,986               | -0.3%                 | 76,487             | -0.9%          |
| 2012年（平成24年） | 131,497               | 1.9%                  | 76,487             | 2.5%           |
| 2013年（平成25年） | 134,569               | 2.3%                  | 80,213             | 2.3%           |
| 2014年（平成26年） | 133,283               | -1.0%                 | 79,061             | -1.4%          |
| 2015年（平成27年） | 134,691               | 1.1%                  | 80,176             | 1.4%           |
| 2016年（平成28年） | 135,448               | 0.6%                  | 80,749             | 0.7%           |

### 各年度1日平均上車人次（1980年－2000年）
近年1日平均上車人次推移如下表。
| 年度               | 東京急行電鐵 | 橫濱市營地下鐵 | 來源               |
| ------------------ | ------------ | -------------- | ------------------ |
| 1980年（昭和55年） | 9,688        | 未開業         |                    |
| 1981年（昭和56年） | 11,447       | 未開業         |                    |
| 1982年（昭和57年） | 13,142       | 未開業         |                    |
| 1983年（昭和58年） | 14,407       | 未開業         |                    |
| 1984年（昭和59年） | 15,367       | 未開業         |                    |
| 1985年（昭和60年） | 16,351       | 未開業         |                    |
| 1986年（昭和61年） | 17,047       | 未開業         |                    |
| 1987年（昭和62年） | 17,680       | 未開業         |                    |
| 1988年（昭和63年） | 18,967       | 未開業         |                    |
| 1989年（平成元年） | 19,874       | 未開業         |                    |
| 1990年（平成02年） | 21,529       | 未開業         |                    |
| 1991年（平成03年） | 22,653       | 未開業         |                    |
| 1992年（平成04年） | 23,457       | 31,981         |                    |
| 1993年（平成05年） | 35,467       | 19,340         |                    |
| 1994年（平成06年） | 39,345       | 22,979         |                    |
| 1995年（平成07年） | 41,450       | 25,337         | [ 乗降データ 3 ]   |
| 1996年（平成08年） | 42,920       | 27,110         |                    |
| 1997年（平成09年） | 44,376       | 29,598         |                    |
| 1998年（平成10年） | 46,639       | 32,362         | [ 神奈川県統計 1 ] |
| 1999年（平成11年） | 48,341       | 33,714         | [ 神奈川県統計 2 ] |
| 2000年（平成12年） | 50,483       | 35,842         | [ 神奈川県統計 2 ] |

### 各年度1日平均上車人次（2001年以後）
近年1日平均上車人次推移如下表。
| 年度               | 東京急行電鐵/東急電鐵 | 橫濱市營地下鐵 | 來源                |
| ------------------ | --------------------- | -------------- | ------------------- |
| 2001年（平成13年） | 51,702                | 35,855         | [ 神奈川県統計 3 ]  |
| 2002年（平成14年） | 54,690                | 36,803         | [ 神奈川県統計 4 ]  |
| 2003年（平成15年） | 57,702                | 37,542         | [ 神奈川県統計 5 ]  |
| 2004年（平成16年） | 59,975                | 38,668         | [ 神奈川県統計 6 ]  |
| 2005年（平成17年） | 62,958                | 39,926         | [ 神奈川県統計 7 ]  |
| 2006年（平成18年） | 65,788                | 41,570         | [ 神奈川県統計 8 ]  |
| 2007年（平成19年） | 68,765                | 46,055         | [ 神奈川県統計 9 ]  |
| 2008年（平成20年） | 66,017                | 39,680         | [ 神奈川県統計 10 ] |
| 2009年（平成21年） | 64,891                | 39,020         | [ 神奈川県統計 11 ] |
| 2010年（平成22年） | 64,755                | 38,897         | [ 神奈川県統計 12 ] |
| 2011年（平成23年） | 64,610                | 38,548         | [ 神奈川県統計 13 ] |
| 2012年（平成24年） | 65,848                | 39,496         | [ 神奈川県統計 14 ] |
| 2013年（平成25年） | 67,355                | 40,424         | [ 神奈川県統計 15 ] |
| 2014年（平成26年） | 66,719                | 39,879         | [ 神奈川県統計 16 ] |
| 2015年（平成27年） | 67,590                | 40,474         | [ 神奈川県統計 17 ] |
| 2016年（平成28年） | 67,736                | 40,790         |                     |

注釋
1. ↑  1993年3月18日開業で14日間のデータ

## 周邊

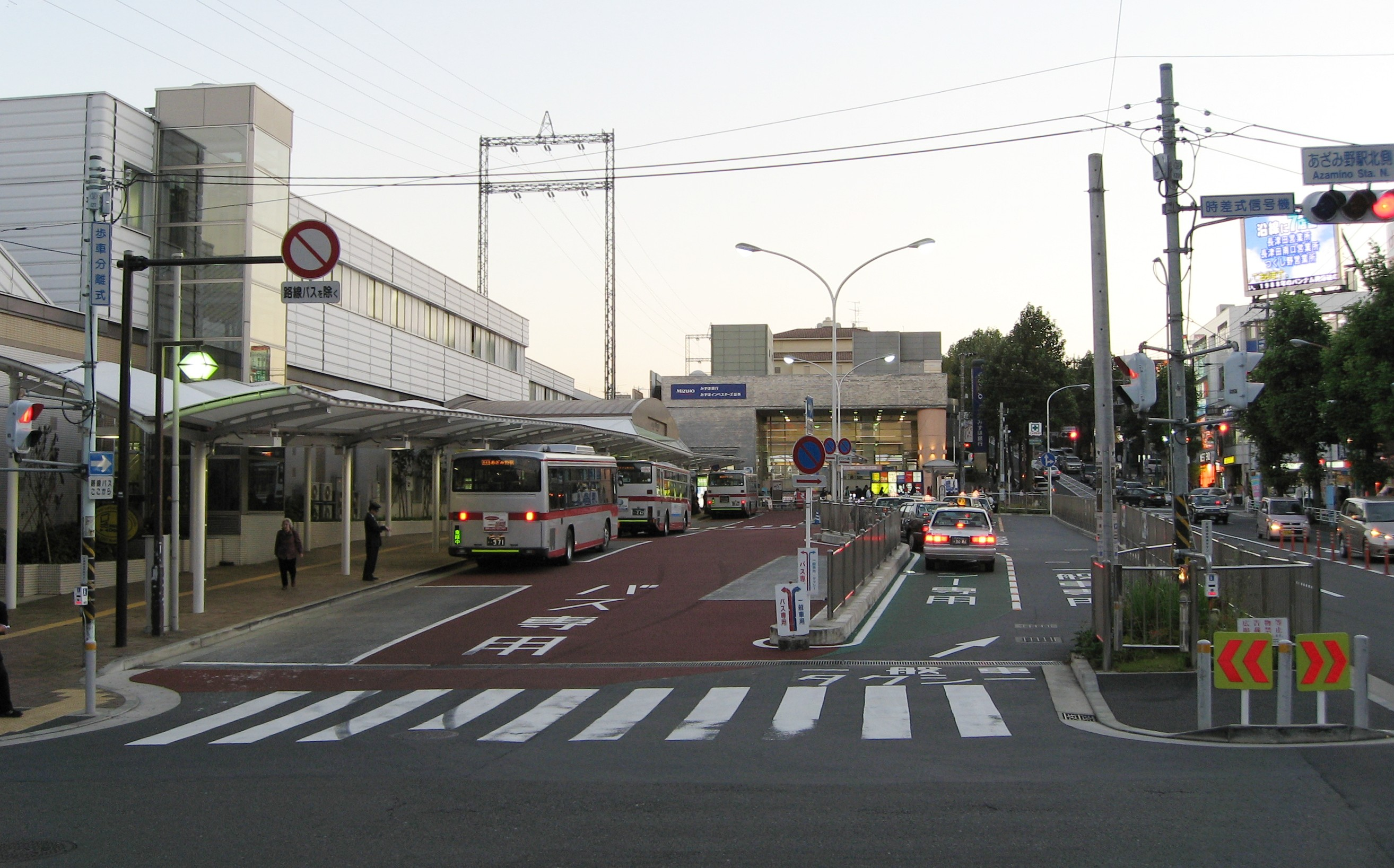
西口廣場。巴士、計程車、一般車採車道分離，巴士乘車處上有雨遮（2008年11月1日）。
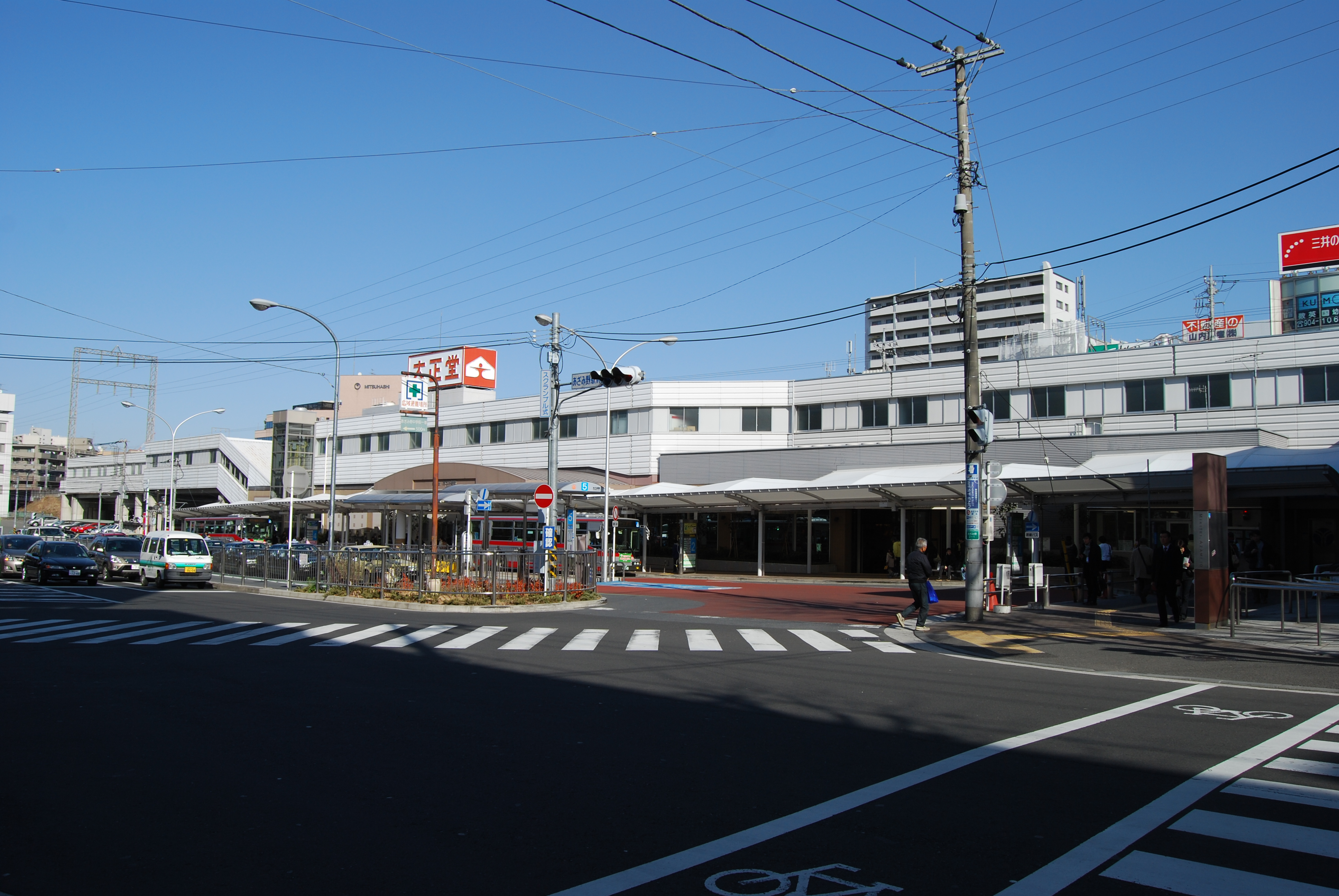
西口（2009年2月）
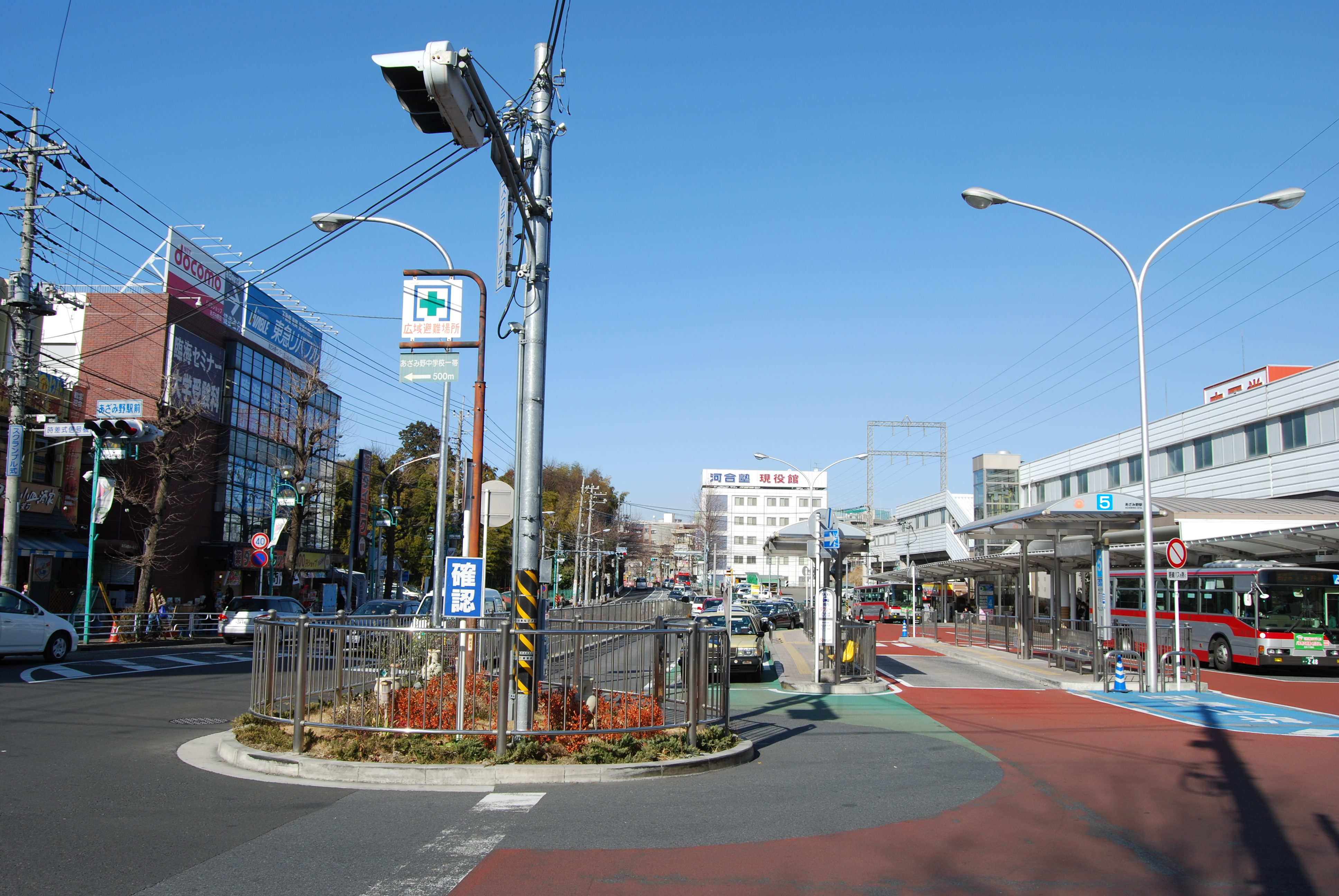
西口巴士總站與計程車乘車處（中央林間方向所攝）（2009年2月）
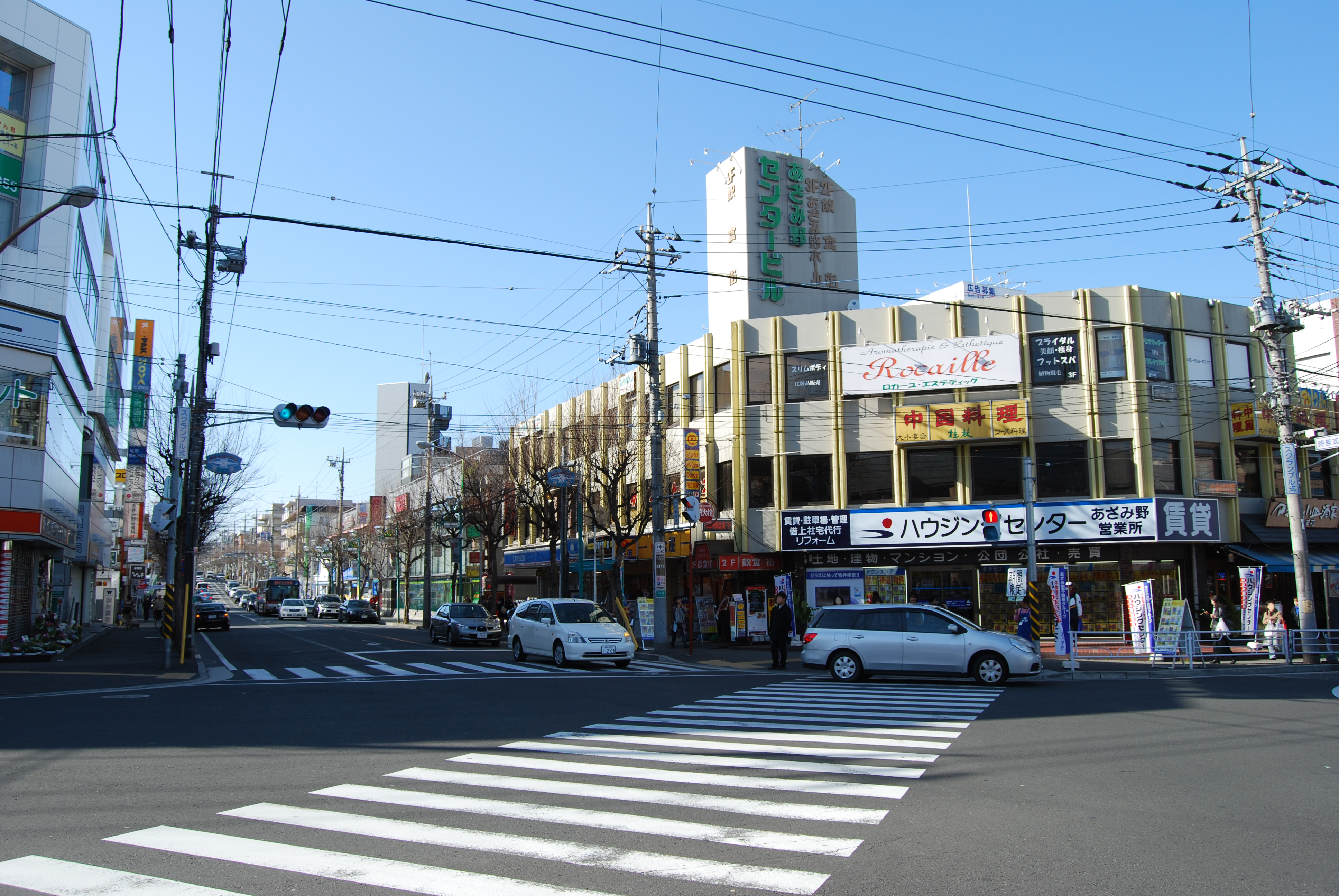
西口站前（2009年2月）

### 東急東口

#### 店鋪
- 東名江田巴士站（日语：江田バスストップ）（約900m） - 東名高速巴士、小田急箱根高速巴士等
- 薊野東急store（日语：東急ストア） - 建物為東急電鐵所有。
- Room's大正堂（日语：家具の大正堂）薊野店
- 橫濱銀行薊野支店
- 橫濱信用金庫（日语：横浜信用金庫）薊野支店
- Accuphase本社

### 東急西口
2006年進行西口圓環改良工程，解決行人穿越站前廣場、路口汽車堵塞、站前廣場內一般車輛與巴士、計程車混雜的情況。2008年7月底再進行西口站前廣場屋頂拓寬工程，方便行人在雨天候車。

#### 店鋪
- 青葉警察署（日语：青葉警察署）薊野站前交番
- 橫濱薊野郵便局
- 瑞穗銀行薊野支店
- 大國藥妝店
- 劇團四季薊野四季藝術中心 - 1983年為紀念劇團四季創立30周年所建，為劇團四季的排練場、倉庫。
- 三井住友銀行薊野支店

### 地下鐵出口1
- 橫濱信用金庫薊野支店
- 橫濱銀行薊野支店
- 新石川中村公園
- 向根公園

### 地下鐵出口2
- 橫濱市山內地區中心
  - 橫濱市山內圖書館

### 地下鐵出口3
- 田園都市線薊野站
- 薊野東急store
- 橫濱市立薊野中學校（日语：横浜市立あざみ野中学校）
- 橫濱市立薊野第一小學校（日语：横浜市立あざみ野第一小学校）

### 地下鐵出口4
- 薊野站內郵便局
- 瑞穗銀行薊野支店

## 巴士路線

### 西口
薊野站
- 東急巴士、小田急巴士（日语：小田急バス）

| 乘車處 | 系統        | 主要行經地                           | 目的地                    | 運行業者      |
| ------ | ----------- | ------------------------------------ | ------------------------- | ------------- |
| 1號    | あ24        | 薊野團地、樅之木台                   | 虹丘營業所                | ■東急         |
| 1號    | 新23        | 樅之木台、真福寺、山口台中央         | 新百合丘站                | ■東急 ■小田急 |
| 1號    | 向11        | 保木入口、聖瑪麗安娜醫科大學         | 向丘遊園站                | ■小田急       |
| 1號    | 出入庫 路線 | 保木入口 (僅末班車)                  | 登戶營業所                | ■小田急       |
| 2號    | あ71        | 大場坂上、黑須田                     | 薊野GARDENS               | ■東急         |
| 2號    | あ72        | 水篶丘、大場坂上                     | 薊野GARDENS               | ■東急         |
| 2號    | た51        | 元石川町、平津三叉路                 | 多摩廣場站                | ■東急         |
| 2號    | た51        | 東名江田                             | 江田站                    | ■東急         |
| 2號    | た51        | 保木                                 | 虹丘營業所                | ■東急         |
| 3號    | 急行        | 樅之木台、虹丘團地（僅停靠以上兩站） | 薄野團地                  | ■東急         |
| 3號    | た26 あ27   | 樅之木木台、虹丘團地                 | 薄野團地                  | ■東急         |
| 3號    | 鷺21 あ28   | 薊野團地、樅之木台                   | 虹丘營業所                | ■東急         |
| 4號    | た26        | 新石川二丁目                         | 多摩廣場站                | ■東急         |
| 4號    | あ29        | 荏子田三丁目                         | 美丘西 田園調布學園大學前 | ■東急         |
| 5號    | た63        | 元石川高校                           | 多摩廣場站                | ■東急         |

## 相鄰車站
東急電鐵
 田園都市線
■急行、■準急
多摩廣場（DT15）－薊野（DT16）－青葉台（DT20）
■各站停車
多摩廣場（DT15）－薊野（DT16）－江田（DT17）
 橫濱市營地下鐵
 藍線（3號線）
■快速、■普通
中川（B31）－薊野（B32）

## 延伸閱讀
- 宮田道一. . JTBパブリッシング. 2008-09-01. ISBN 9784533071669.

## 外部連結
- 薊野（各站資訊） - 東急電鐵（日語）
- 薊野站 （页面存档备份，存于） - 橫濱市交通局（日語）